# Дяволският крак
„Дяволският крак“ (на английски: The Adventure of the Devil's Foot) е разказ на писателя Артър Конан Дойл за известния детектив Шерлок Холмс. Включен е в сборника „Преди да падне завесата“, публикуван през 1917 година.

## Сюжет
Внимание:  Текстът по-долу разкрива сюжета на произведението (или части от него)!
През 1897 г. Холмс и Уотсън отиват на почивка във вила на Корнуолския полуостров. Скоро към Шерлок Холмс се обръщат пастор Раундей и мистър Мортимър Трегенис с молба да разследва случилото се ужасяващо произшествие.
На свечеряване мистър Трегенис е посетил своите роднини: братята Оуен и Джордж, и сестра си Бренда. Вечерта, когато Трегенис си е тръгнал от техния дом, неговите роднини са били седнали на масата за игра на карти. На следващата сутрин те са открити на същата маса: сестрата е била мъртва, а братята му са полудели. Лицето на починалата Бренда е било изкривено от неописуем ужас.
Много заинтригуван от този необикновен случай, Холмс започва разследване. Той разпитва Трегенис за взаимоотношенията му с роднините и установява, че преди известно време Трегенис е бил в голяма вражда с братята и сестра си. Но, според Трегенис, те са се помирили. След това Холмс внимателно оглежда стаята, където е станала трагедията, но не намира никакви улики. Въпреки това Холмс обръща внимание, че същата вечер там е горяла камината, въпреки че времето вече е било топло.
Внезапно Холмс посещава д-р Леон Стърндейл, известен пътешественик и изследовател на Африка. Стърндейл му обяснява, че е далечен роднина на пострадалите и иска да помогне на разследването.
На следващия ден при Холмс развълнуван идва пастор Раундей и му казва, че г-н Трегенис също е умрял при мистериозни обстоятелства. Намерили го в стаята с изписана на лицето му гримаса на ужасен страх. Холмс оглежда стаята и внимателно изследва лампата, която е горяла там през нощта. Той събира саждите от тази лампа, а след това предлага на Уотсън да направят експеримент.
По логиката на Холмс по време на тези ужасни събития винаги нещо е горяло – камина или лампа. И Холмс предполага, че продуктите на горенето на някакво вещество може да са предизвикали такъв ужасен ефект върху човешкия организъм.
Предположението на Холмс напълно се потвърждава. Едва в лампата им започват да горят саждите, донесени от Холмс, и Уотсън започва да чувства чудовищен пристъп на страх, от който почти полудява. Същият пристъп получава и Холмс. В последния момент Уотсън издърпва Холмс на свеж въздух спасявайки живота му.
След това Холмс се среща с д-р Леон Стърндейл и го обвинява в убийството на Мортимър Трегенис. Първоначално Стърндейл категорично отрича всичко, но след представените от Холмс доказателства откровено признава всичко.
Оказва се, че Мортимър Трегенис е ненавиждал семейството си и винаги е мечтал на смъртта им, за да влезе във владение на наследството. По време на разговорите си с Стърндейл, Трегенис научава, че в колекцията на пътешественика се съхранява прах от "корен от дяволски крак” (на латински: Radix pedis diaboli). При изгарянето на това вещество в човешкия организъм се получава драматичен ефект, в резултат, на който човек умира от пристъп на страх. Трегенис е откраднал част от този прах и е отровил братята си и сестра си Бренда. Стърндейл, който е бил влюбен в Бренда, веднага разбира кой е извършил това ужасно престъпление, и е решил да си отмъсти по подобен начин. Той затваря Трегенис в стаята и го убива с помощта на „дяволския“ прах.
След като изслушва изповедта на Стърндейл, Холмс му предлага веднага да замине, обещавайки да не казва нищо на полицията.

## Адаптации
През 1921 г. разказът е екранизиран във Великобритания в едноименния филм с участието на Ейли Норууд като Холмс и на Хюбърт Уилис като Уотсън.
През 1965 г. е екранизиран с участието на Дъглас Уилмър като Холмс и на Найджъл Сток като Уотсън.
Във филмовата адаптация във Великобритания от 1988 г. в ролите участват Джеръми Брет като Холмс и на Едуард Хардуик като Уотсън. 